# Karel Vlach
Karel Vlach (n. 8 octombrie 1911, Žižkov⁠(d), Regatul Boemiei, Austro-Ungaria – d. 26 februarie 1986, Praga, Cehoslovacia) a fost un dirijor și aranjor⁠(d) ceh, care a activat în domeniul muzicii de jazz și de dans.
Și-a fondat prima sa orchestră în 1938. Mulți compozitori, instrumentiști și aranjori importanți ai jazzului ceh au trecut treptat prin orchestra sa.
În 1947-1948, orchestra lui Vlach a colaborat cu teatrul avangardist V+W din Praga (fostul Osvobozené divadlo⁠(d)). A înregistrat multe piese la casa de discuri Supraphon⁠(d), atât aranjamente orchestrale de muzică clasică și de muzică ușoară, cât și aranjamente jazz și pop pentru big band⁠(d). 
De asemenea, a aranjat și a dirijat multe partituri la filmele produse în Cehoslovacia din 1940 până în 1980. A lansat cariera de cântăreț a artiștilor cehi Yvetta Simonová (cu care s-a căsătorit ulterior) și Milan Chladil în 1958. El și colegii săi muzicali, Dalibor Brazda și Gustav Brom, au aranjat și au înregistrat, de asemenea, multe titluri pentru cântăreața britanică Gery Scott⁠(d) la sfârșitul anilor 1950, mai ales din ceea ce se numește acum seria Great American Songbook⁠(d). Multe dintre aceste partituri sunt acum piese de colecție. 